# 多瑙河畔卢弗滕贝格
多瑙河畔卢弗滕贝格是奥地利上奥地利州佩尔格县的一个市镇。总面积16.9平方公里，总人口3732人，人口密度220.8人/平方公里（2005年）。